# Serhi Lahkuti
Serhi Lahkuti –en ucraniano, Сергій Лагкуті– (Simferópol, 24 de abril de 1985) es un deportista ucraniano que compite en ciclismo en las modalidades de pista, especialista en las pruebas de puntuación y madison, y ruta.
Ganó dos medallas de bronce en el Campeonato Europeo de Ciclismo en Pista, en los años 2010 y 2012.

## Medallero internacional
| Campeonato Europeo | Campeonato Europeo    | Campeonato Europeo | Campeonato Europeo |
| Año                | Lugar                 | Medalla            | Competición        |
| ------------------ | --------------------- | ------------------ | ------------------ |
| 2010               | Pruszków ( Polonia)   | Medalla de bronce  | Madison            |
| 2012               | Panevėžys ( Lituania) | Medalla de bronce  | Puntuación         |

## Palmarés

### Pista
2010
- 3.º en el Campeonato Europeo Madison.

2012
- 3.º en el Campeonato Europeo Puntuación.

### Ruta
| 2009 - 1 etapa del Tour de Bulgaria 2010 - 1 etapa del Bałtyk-Karkonosze Tour 2012 - 1 etapa del Tour de Bulgaria - 3.º en el Campeonato de Ucrania Contrarreloj. 2014 - 1 etapa de la Vuelta al Lago Qinghai | 2015 - Moscow Cup - Horizon Park Race for Peace - Campeonato de Ucrania Contrarreloj 2016 - Tour de Ucrania, más 1 etapa - Vuelta al Lago Qinghai, más 1 etapa 2017 - Tour de Ribas - Tour de Bulgaria-Norte, más 1 etapa |